# Nino Rosani
Nino Rosani, all'anagrafe Antonino Rosani (Torino, 28 gennaio 1909 – Torino, 2000), è stato un architetto italiano.

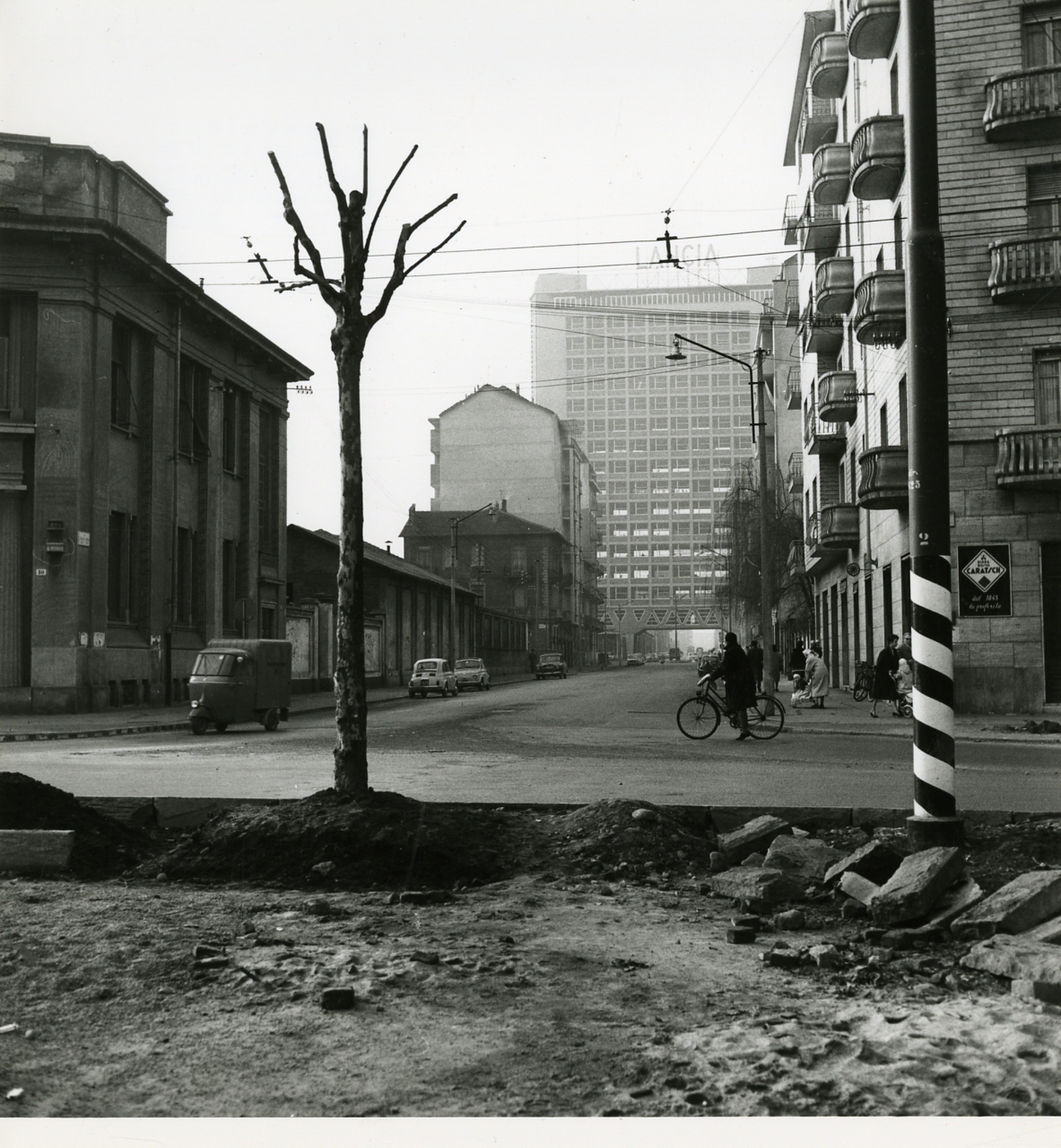
Il Grattacielo Lancia visto da via Vincenzo Lancia in una foto di Paolo Monti degli anni cinquanta

Rosani è noto principalmente per la progettazione del celebre Grattacielo Lancia a Torino, a cavallo della sottostante via Vincenzo Lancia, e della nuova sede dei laboratori CSELT, con la caratteristica torre alta 75 metri (inizialmente usata come laboratorio di misure di radiotrasmissione), inaugurata nel 1967.

## Biografia
Antonino Rosani nasce a Torino nel 1909. Nel 1930 ottiene l'abilitazione tecnica, nella sezione geometri, all'Istituto Sommeiller specializzandosi poi in ingegneria civile presso l'Istituto Superiore di Friburgo; il diploma conseguito non consente l'iscrizione al Politecnico di Torino, che gli viene rifiutata. Nel 1942 acquisisce quindi, presso l'Accademia Albertina della stessa città, il diploma di maturità artistica che gli permette nello stesso anno l'iscrizione al Politecnico dove, nel 1947, infine si laurea in architettura.
Impiegato fin dal 1928 alle dipendenze dell'Ufficio Costruzioni Lancia, ne dirige il Servizio Impianti e Costruzioni fino al 1958, progettando e manutenendo le sedi italiane ed estere della casa automobilistica torinese fino al progetto cui deve la notorietà, in collaborazione con Gio Ponti: il palazzo per uffici, noto come grattacielo Lancia, edificato a Torino a scavalco della via Vincenzo Lancia che attraversava lo stabilimento, poi trasformato in residenza.
Nel 1958, lasciata l'industria automobilistica per la libera professione, dà vita a uno studio di architettura industriale cui si rivolgono, per incarichi spesso ripetuti nel tempo, importanti nomi italiani e stranieri dell'imprenditoria industriale, della grande distribuzione e turistico-ricettiva. Dal 1966 lo affianca nella conduzione dello studio il figlio Paolo, architetto. Muore a Torino nel 2000.

## Opere
Tra i progetti più significativi dello studio, il Centro Studi Pininfarina e la progettazione architettonica e strutturale della Galleria del vento (progetto aerodinamico e meccanico dell'ingegner Morelli); i palazzi per uffici Michelin di Cuneo, Alessandria e Fossano; gli stabilimenti L'Oréal di Settimo Torinese e Aulnay-sous-Bois (Francia) e la committenza SIP-Telecom che affida allo Studio la progettazione e riqualificazione di sedi e centrali e del centro di ricerca CSELT. Gli impianti per la produzione industriale e i palazzi per uffici costituiscono la specificità dello studio, ma non mancano progetti per edifici con diversa funzione realizzati, in molti casi, per le stesse committenze imprenditoriali intenzionate a completare il programma di edificazione con mense aziendali, residenze per gli operai e strutture sociali e ricreative.

### Opere principali di Nino Rosani
- Grattacielo Lancia (1953)
- Torre CSELT (1965)

## Archivio
Il "fondo Rosani" raccoglie i documenti frutto dell'attività progettuale dello Studio di Architettura industriale Nino e Paolo Rosani, avviato nel 1958 da Nino Rosani cui si affianca a partire dal 1966 il figlio Paolo, che conduce lo studio fino alla chiusura nel 2010.